# Longpré-les-Corps-Saints
Longpré-les-Corps-Saints là một xã ở tỉnh Somme, vùng Hauts-de-France, Pháp.

## Địa lý
Thị trấn này tọa lạc trên giao lộ đường D3 và đường D216 và hai bên bờ sông Somme, khoảng 12 dặm Anh về phía đồng nam của Abbeville. Tuyến đường sắt từ Paris đến Boulogne-sur-Mer có một nhà ga ở đây.

Trước đó có tuyến đường sắt địa phương  mở cửa năm 1872 và đóng cửa năm 1993.

## Dân số
| 1962                                                         | 1968 | 1975 | 1982 | 1990 | 1999 |
| ------------------------------------------------------------ | ---- | ---- | ---- | ---- | ---- |
| 1858                                                         | 1902 | 1857 | 1641 | 1519 | 1561 |
| Số liệu điều tra dân số từ năm 1962, dân số không tính trùng |      |      |      |      |      |